# Pascal Pessiot
Pas d'image ? Cliquez ici
Pascal Pessiot, né le 14 novembre 1952 est un ancien pilote automobile et entrepreneur français.

## Carrière ensport automobile
Pascal Pessiot a couru en monoplace et dans des courses de voitures de sport dans les années 1980. Il a financé lui-même la plupart de ses engagements en compétition. Il a ainsi fait quelques courses dans les championnats de France et d'Europe de Formule 3. Pessiot ne pilotait pas pour gagner sa vie et, dans sa carrière, il a pris à sept reprises le départ des 24 Heures du Mans. En dehors de la l'épreuve sarthoise, il n'a disputé qu'une seule autre course d'endurance de longue distance. Lors des 1000 km de Brands Hatch en 1986, il finit 17e au classement général au volant de la Sauber SHS C6 de Roland Bassaler.
Au Mans, il est étroitement associé au Welter Racing pendant de nombreuses années et a toujours conduit pour cette équipe jusqu'en 1990. En 1989, quatre heures avant la fin de la course, sa WM P489 prend feu juste après la ligne droite des Hunaudières avec une fuite d'huile qui s'enflamme sur le moteur chaud. Pessiot continue alors à piloter la voiture, de laquelle sort de plus en plus de flammes, afin d'atteindre le virage d'Indianapolis quatre kilomètres plus loin, car il pouvait y garer la voiture derrière les rails de sécurité, où l'incendie a ensuite été rapidement éteint. Son meilleur classement au Mans est 12e au classement général en 1986.

## Carrière d'entrepreneur
Pascal Pessiot a été un investisseur immobilier pendant de nombreuses années et a occupé une position de leader dans le jeu français. Jusqu'en mai 2011, il est président de la Société française de Casinos SA.
Le journal Libération révèle en septembre 2010 que ministre du Budget, Eric Woerth, serait intervenu dans l'intérêt de Pascal Pessiot. Ce dernier était l'objet d'un redressement fiscal. Il a écrit à Jean-François Mancel (alors député) pour solliciter une intervention du ministre. Eric Woerth a démenti ces allégations,.

## Condamnation judiciaire
Le 13 septembre 2022, à la Cour d'assises de Paris, s'ouvre un procès pour viol sur mineures. Pascal Pessiot est jugé pour viols, détention d'images pédopornographiques, corruption de mineurs et aussi pour avoir soudoyé des gardiens de prison lors de sa détention. Il est condamné à 16 ans de prison le 23 septembre par la cour d'assises de Paris.

## Résultats aux24 Heures du Mans
| Année | Team                | Voiture     | Équiper            | Équipier          | Classement | Cause d'abandon          |
| ----- | ------------------- | ----------- | ------------------ | ----------------- | ---------- | ------------------------ |
| 1984  | WM Secateva         | WM P83B     | Jean-Daniel Raulet | Michel Pignard    | Abandon    | Surchauffe moteur        |
| 1985  | WM Peugeot          | WM P83B     | Patrick Gaillard   | Dominique Fornage | Abandon    | Disqualifié              |
| 1986  | WM Secateva         | WM P83B     | Roger Dorchy       | Claude Haldi      | 12e        |                          |
| 1987  | WM Secateva         | WM P86      | Jean-Daniel Raulet | François Migault  | Abandon    | Panne moteur             |
| 1988  | WM Secateva         | WM P88      | Jean-Daniel Raulet |                   | Abandon    | Boîte de vitesses cassée |
| 1989  | WM Secateva         | WM P489     | Jean-Daniel Raulet | Philippe Gache    | Abandon    | Incendie                 |
| 1990  | Courage Compétition | Cougar C24S | Bernhard Thuner    | Alain Iannetta    | Abandon    | Panne moteur             |